# Mackenzie Lintz

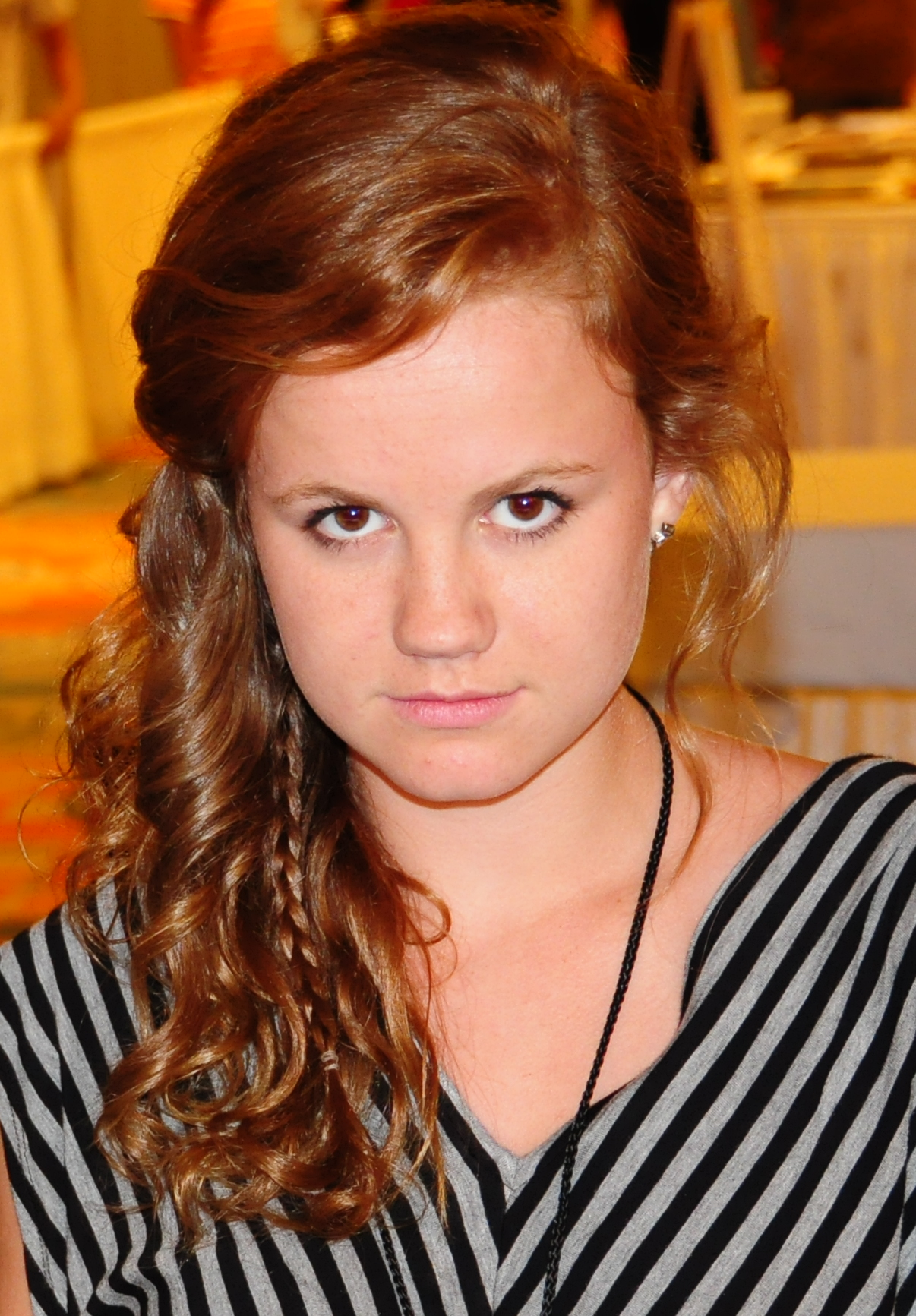
Mackenzie Lintz (2012)

Mackenzie Lintz (* 22. November 1996) ist eine US-amerikanische Schauspielerin.

## Karriere
Mackenzie Lintz wurde im November 1996 geboren und wuchs in einer Schauspielfamilie auf. Ihre jüngere Schwester Madison sowie ihre zwei Brüder Matthew und Macsen sind ebenfalls als Schauspieler tätig. Im Jahr 2010 sprach sie für die Rolle der Mattie Ross in True Grit vor. Die Rolle ging jedoch an Hailee Steinfeld. Ihr Schauspieldebüt gab sie in einer Folge der Lifetime-Fernsehserie Drop Dead Diva. 2012 war sie als weiblicher Tribut von Distrikt 8 in Die Tribute von Panem – The Hunger Games zu sehen.
Größte Bekanntheit erlangte sie mit der Rolle der Elinore „Norrie“ Calvert-Hill in der CBS-Fernsehserie Under the Dome (2013–2015), die auf dem Roman Die Arena von Stephen King basiert.

## Filmografie
- 2011: Drop Dead Diva (Fernsehserie, Episode 3x06)
- 2012: Die Tribute von Panem – The Hunger Games (The Hunger Games)
- 2013–2015: Under the Dome (Fernsehserie, 39 Episoden)
- 2018: Love, Simon
- 2019: Flying Cars